# AQUA (スターダストレビューのアルバム)
『AQUA』（アクア）はスターダストレビュー18枚目のオリジナル・アルバム。2004年9月29日に発売された。

## 解説
前作『Heaven』以来1年半ぶりとなるオリジナル・アルバム。
1998年の『Moody Blues』以来となる根本要以外のメンバー、外部作詞家が楽曲制作に携わっている。
CHAGE and ASKA、大泉洋とのコラボレーション楽曲は、Stardust Revue Versionとして新録音されている。
2018年12月19日にUHQCDで再発された。

## 収録曲
全作詞・作曲：根本要　編曲：添田啓二（特記以外）
1. Find My Way
  - 作詞：根本要・野依美幸
  - 編曲：矢代恒彦
  - コーラスアレンジ：岡崎昌幸
  - 朝日放送・テレビ朝日系列『熱闘甲子園』挿入歌
2. Average Yellow Band
  - 作詞：スターダストレビュー
  - コーラスアレンジ：岡崎昌幸
3. 南風吹く丘で
  - 作詞：Sone Of Hawk
  - 編曲：矢代恒彦
  - ベスト電器店頭テーマ曲。本曲は九州のコンサートで「新曲を作って欲しい」と依頼されタイトルも南風『福岡で』とかけている。後にベスト電器CMソングとして使用された2005年～2006年頃までは大量に店頭でも流され聴くことが出来た。
4. 本日のスープ (Stardust Revue Version)
  - 作詞：大泉洋
5. オルフェウスの愛
  - コーラスアレンジ：岡崎昌幸
6. 蛍
  - 編曲：久保田光太郎
7. 明日へ
  - 作詞：柿沼清史・林“VOH”紀勝
  - 作曲・メインボーカル：柿沼清史
  - コーラスアレンジ：岡崎昌幸
8. Smile
  - コーラスアレンジ：岡崎昌幸
  - TBSテレビ『8時です!みんなのモンダイ』エンディングテーマ
9. 黄金色の海
  - 作詞：柿沼清史・寺田正美
  - 作曲：柿沼清史
  - コーラスアレンジ：岡崎昌幸
10. デェラ・シエラ・ム (Stardust Revue Version)
  - 作詞・作曲・編曲：ASKA・根本要

## クレジット
全曲（特記以外）
- Guitar, Vocal, Chorus：根本要
- Bass, Chorus：柿沼清史
- Drums, Chorus：寺田正美
- Percussion, Chorus：林"VOH"紀勝
- Keyboards, Chorus：添田啓二
- Acoustic Guitars, Chorus：岡崎昌幸

Find My Way
- Piano：添田啓二

南風吹く丘で
- Piano：添田啓二

本日のスープ
- Mandoline：岡崎昌幸

蛍
- E.Piano, Organ：添田啓二

黄金色の海
- Mandoline：岡崎昌幸